# نیلسن هلدینگ
نیلسن هلدینگ (انگلیسی: Nielsen Holdings Inc.) شرکت اطلاعات, داده و اندازه‌گیری بازار آمریکایی است، که در سال ۱۹۲۳ تأسیس شد.